# Palliduphantes kalaensis
Palliduphantes kalaensis är en spindelart som först beskrevs av Robert Bosmans 1985.  Palliduphantes kalaensis ingår i släktet Palliduphantes och familjen täckvävarspindlar.
Artens utbredningsområde är Algeriet. Inga underarter finns listade i Catalogue of Life.